# Pascaline (prénom)
Pascaline est un prénom féminin qui se fête le 17 mai.

## Variantes
Pascalin est son équivalant en masculin, mais il possède plusieurs variantes.
- français : Pascal, Pascale, Pascalin, Pascaline
- italien : Pasqual, Pasquale
- albanais : Paskal, Paskali

## Personnes portant ce prénom
- Pascaline Bongo (1956-), femme politique gabonaise.
- Pascaline Wangui (1960), athlète kényane courant de longue distance.
- Pascaline Louvrier (1971), nageuse française spécialiste des épreuves en brasse.
- Pascaline Dupas (1976-), économiste française.
- Pascaline Lepeltier (1981-), sommelière française.
- Pascaline Adanhouegbe (1995), athlète béninoise.

- Pascaline Birinyo Thoin (-), femme politique congolaise et vice-ministre de l'Information et du Tourisme dans le gouvernement Laurent-Désiré Kabila1.
- Pascaline Chavanne (-), créatrice de costumes et costumière belge.
- Pascaline Ntema (-), scénariste, réalisatrice et productrice camerounaise et femme d'affaires.